# Dornier Do 26

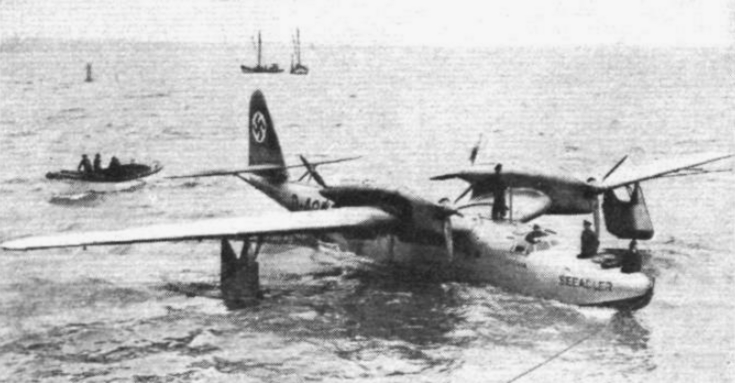
Dornier Do 26 Seeadler ormeggiato

Il Dornier Do 26 era un idrovolante quadrimotore a scafo centrale prodotto dall'azienda tedesca Dornier-Werke GmbH tra gli anni trenta e quaranta ed utilizzati dalla Luftwaffe durante le prime fasi della seconda guerra mondiale.
Il Do 26 rappresentò il culmine di una riuscita serie di idrovolanti progettati e costruiti dall'industria tedesca, che comprendeva il Wal degli anni venti ed i Do 18 e Do 24 del decennio successivo.

## Storia del progetto
Il Do 26 venne progettato per rispondere alle specifiche inoltrate dalla compagnia aerea nazionale Deutsche Lufthansa (DLH), la quale voleva equipaggiare la propria flotta con un velivolo postale che potesse operare anche da navi appoggio idrovolanti. Doveva inoltre essere dotato di un'autonomia che permettesse una rotta transatlantica, in grado di portare 500 chilogrammi di posta e quattro membri di equipaggio da Lisbona a New York.
Il primo prototipo volò il 21 maggio 1938, in risposta all'ordine di tre unità emesso dalla Lufthansa nel 1937.

## Tecnica
Il Do 26 era un idrovolante quadrimotore progettato per avere una configurazione particolarmente aerodinamica. Dotato di uno scafo centrale con una struttura interamente metallica, questo era caratterizzato dall'adozione di una cabina di pilotaggio chiusa e da un ampio vano di carico nella sezione posteriore, accessibili da una botola posta sulla parte superiore del muso. Posteriormente terminava in un impennaggio classico, cruciforme e monoderiva, dotato di piani orizzontali controventati. La configurazione alare era ad ala di gabbiano, a differenza dell'ala a parasole dei suoi predecessori, montata a sbalzo e caratterizzata da due galleggianti equilibratori retraibili entro la struttura in fase di volo. la propulsione era affidata a quattro motori Junkers Jumo 205C a ciclo Diesel, posizionati un due gondole poste vicino alla radice alare ed accoppiati in tandem, con gli alberi di trasmissione e le eliche dei due motori posteriori elevabili di 10° per evitare l'attrito delle pale con l'acqua.
La versione Do 26 C militarizzata adottò delle postazioni difensive armate, una torretta posta sul muso dotata di cannoncino MG 151/20 da 20 mm e tre mitragliatrici MG 15 da 7,92 mm.

## Impiego operativo
I due Do 26 iniziali servirono la compagnia prima dell'inizio della guerra, effettuando 18 traversate sudatlantiche, ma nessuna nell'atlantico settentrionale. Il terzo aereo, impiegato come prototipo per una versione passeggeri, fu seguito dall'ordinazione di tre unità per questo tipo di servizio. Lo scoppio della guerra, tuttavia, determinò la requisizione di tutti i Do 26 da parte della Luftwaffe e, incidentalmente, la fine della loro produzione.
Dopo la consegna ai reparti operativi, le sei unità esistenti servirono principalmente come ricognitori ed alcune (se non tutte) furono equipaggiate con un armamento difensivo, assumendo di conseguenza la designazione di Do 26 D. I velivoli furono anche utilizzati per il trasporto truppe, in particolare durante l'operazione Weserübung del 1940 che si prefiggeva di invadere la Norvegia, dove due unità furono abbattute durante i combattimenti. Successivamente, a conflitto inoltrato, la carenza di pezzi di ricambio costrinse definitivamente a terra i restanti Do 26.

## Versioni
- Do 26 V

denominazione dei prototipi, ridenominati in seguito, i due Do 26 V1 (D-AGNT Seeadler) e V2 (D-AWDS Seefalke) in Do 26 A, il V3 (D-ASRA Seemöwe) in Do 26 B. Erano le versioni civili iniziali, convertite in versioni militari.
- Do 26 A

nuova denominazione dei Do 26 V1 e V2
- Do 26 B

nuova denominazione del Do 26 V3
- Do 26 C

versione militare, dotata di motori Jumo 205D ed armamento difensivo. I precedenti esemplari vennero riconvertiti a questo standard.

## Utilizzatori

### Civili
Germania
- Deutsche Lufthansa - utilizzò i due Do 26 A e il Do 26 B tra il 1938 e il 1939. Successivamente tutti e tre sono stati consegnati alla Luftwaffe.

### Militari
Germania
- Luftwaffe - utilizzò i 3 esemplari riconvertiti per uso bellico più altri 3 prodotti successivamente.
  - Erprobungsstelle Travemünde
  - KGr.z.b.V. 108 (Trans-Ozean Staffel/KGr.z.b.V. 108)
  - Küstenfliegergruppe 406 (Sonderstaffel/Ku.Fl.Gr.406)